# Sitamarhi (huyện)
Huyện Sitamarhi là một huyện thuộc bang Bihar, Ấn Độ. Thủ phủ huyện Sitamarhi đóng ở Sitamarhi. Huyện Sitamarhi có diện tích 2199 ki lô mét vuông. Đến thời điểm năm 2001, huyện Sitamarhi có dân số 2669887 người.